# Implosiva palatale sorda
L'implosiva palatale sorda [ʄ̊] è un fono articolatorio raro presente in alcune lingue del mondo. 

Aveva una carattere dedicato nell'Alfabeto Fonetico Internazionale, ⟨ƈ⟩ ma è stato ritirato nel 1993

È presente in alcune lingue Niger-Congo come allofono, ad esempio nel Lendu, Ngiti e Serer, e in alcune lingue indigene dell'Amazzonia, dove si può verificare in determinati contesti per ragioni di armonia fonetica o per mantenere distinzioni fonologiche. Anche alcune varietà di lingue australiane hanno attestato questo suono in contesti particolari.